# Màu sắc

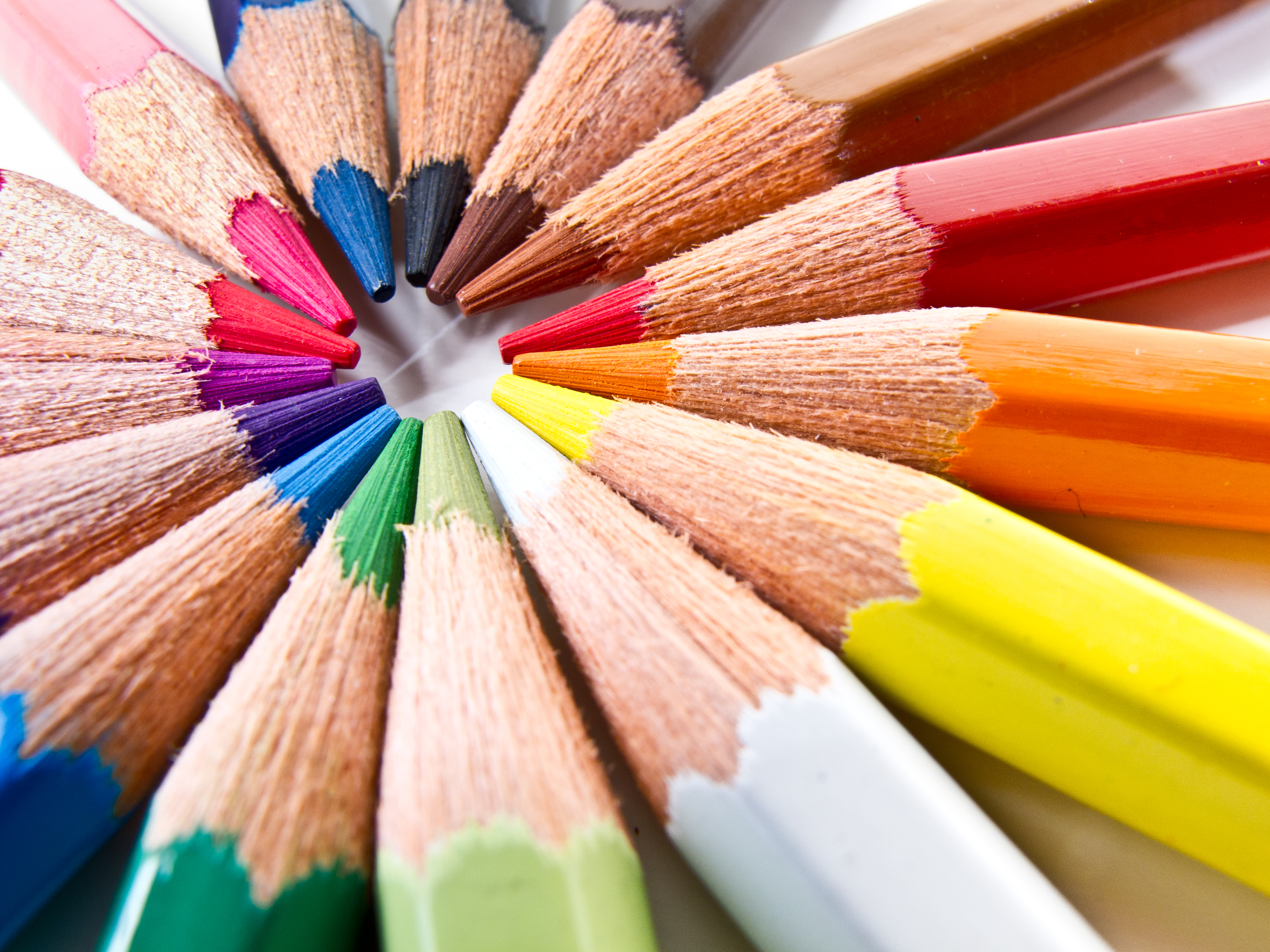
Bút chì màu

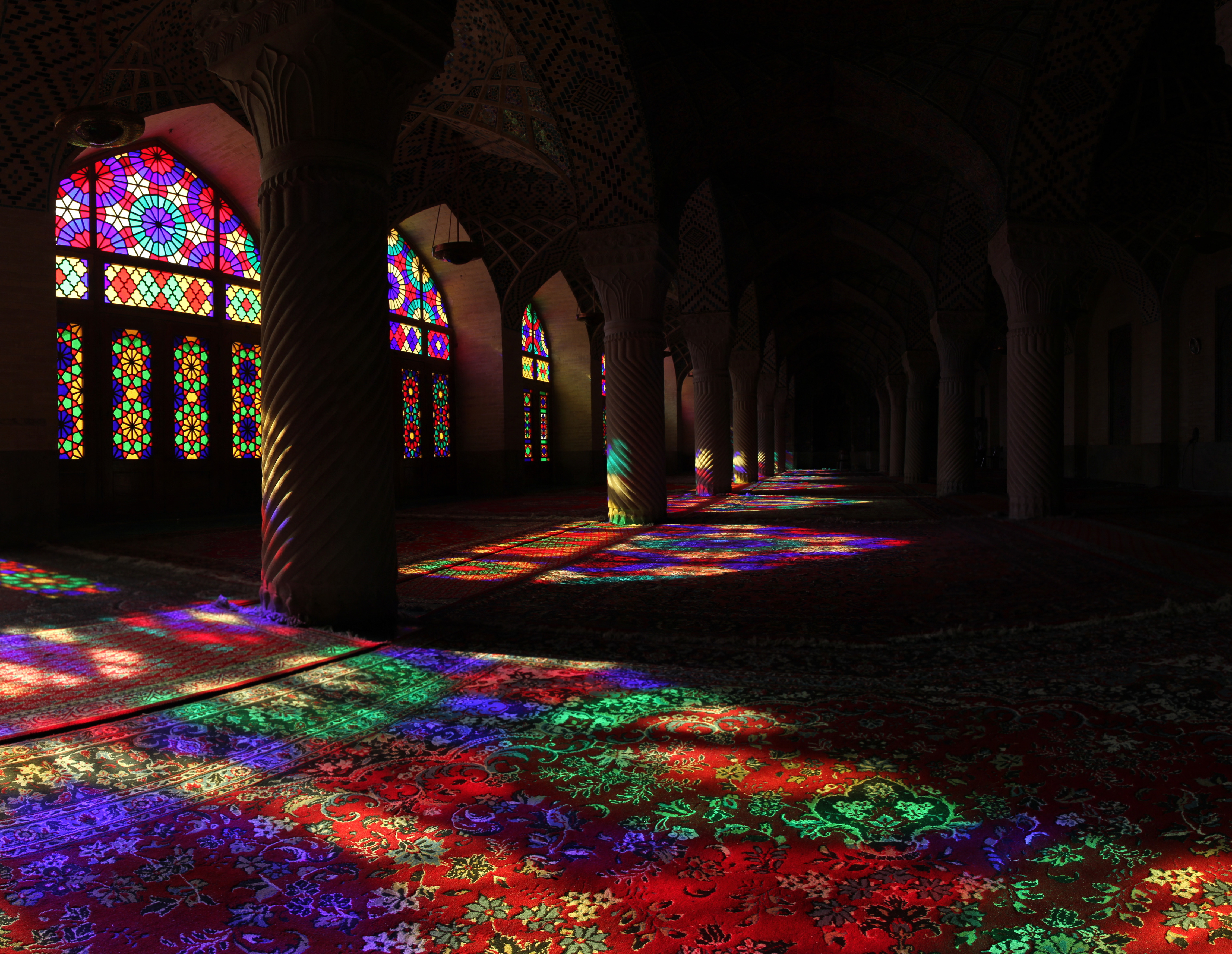
Hiệu ứng màu sắc Ánh sáng mặt trời ánh sáng xuyên qua kính màu trên thảm (Nhà thờ Hồi giáo Nasir ol Molk nằm ở Shiraz, Iran)

Màu sắc có thể xuất hiện khác nhau tùy thuộc vào màu sắc và hình dạng xung quanh của chúng. Hai hình vuông nhỏ có màu giống hệt nhau, nhưng bên phải trông hơi tối hơn, theo ảo ảnh Chubb.

Màu sắc là đặc trưng của nhận thức thị giác được mô tả thông qua các loại màu, với các tên như đỏ, cam, vàng, xanh lá cây, xanh dương hoặc tím. Nhận thức về màu sắc này xuất phát từ sự kích thích của các tế bào cảm quang (đặc biệt là tế bào hình nón trong mắt người và mắt động vật có xương sống khác) bằng bức xạ điện từ (trong phổ nhìn thấy trong trường hợp của con người).Các loại màu và thông số kỹ thuật vật lý của màu được liên kết với các vật thể thông qua các bước sóng của ánh sáng được phản xạ từ chúng và cường độ của chúng. Sự phản xạ này bị chi phối bởi các tính chất vật lý của vật thể như sự hấp thụ ánh sáng, quang phổ phát xạ, .v.v.
Bằng cách xác định một không gian màu, màu sắc có thể được xác định bằng số theo tọa độ, mà năm 1931 cũng được đặt tên theo thỏa thuận toàn cầu với các tên màu được quốc tế đồng ý như đã đề cập ở trên (đỏ, cam, v.v.) bởi Ủy ban Chiếu sáng Quốc tế. Các không gian màu RGB ví dụ là một không gian màu sắc tương ứng với 3 lớp màu của con người và các tế bào hình nón ba loại mà đáp ứng với ba dải ánh sáng: bước sóng dài, đạt đỉnh gần 564-580 nm (màu đỏ); bước sóng trung bình, đạt cực đại gần 534-545 nm (màu xanh lá cây); và ánh sáng bước sóng ngắn, gần 420-440 nm (màu xanh). Cũng có thể có nhiều hơn ba kích thước màu trong các không gian màu khác, chẳng hạn như trong mô hình màu CMYK, trong đó một trong các kích thước liên quan đến tính màu sắc của một màu nhất định).
Khả năng cảm thụ hình ảnh của "đôi mắt" của các loài khác cũng thay đổi đáng kể so với con người và do đó dẫn đến nhận thức màu sắc tương ứng khác nhau mà không thể dễ dàng so sánh với nhau. Chẳng hạn, ong mật và ong vò vẽ có tầm nhìn màu ba màu nhạy cảm với tia cực tím nhưng không nhạy cảm với màu đỏ. Papilio bướm có sáu loại cơ quan thụ quang và có thể có tầm nhìn 5 lớp màu. Hệ thống thị giác màu phức tạp nhất trong vương quốc động vật đã được tìm thấy trong các loài tôm tít (như tôm bọ ngựa) với tối đa 12 loại thụ thể quang phổ được cho là hoạt động như nhiều đơn vị lưỡng sắc.
Khoa học về màu sắc đôi khi được gọi là khoa học sắc ký, hoặc đơn giản là khoa học màu sắc. Nó bao gồm nghiên cứu về nhận thức màu sắc của mắt và não người, nguồn gốc của màu sắc trong vật liệu, lý thuyết màu sắc trong nghệ thuật và vật lý của bức xạ điện từ trong phạm vi nhìn thấy (nghĩa là, thường được gọi đơn giản là ánh sáng).

## Vật lý của màu sắc
| Màu | Màu     | Khoảng bước sóng | Khoảng tần số |
| --- | ------- | ---------------- | ------------- |
|     | Đỏ      | ~ 700–635 nm     | ~ 430–480 THz |
|     | Da cam  | ~ 635–590 nm     | ~ 480–510 THz |
|     | Vàng    | ~ 590–560 nm     | ~ 510–540 THz |
|     | Lục     | ~ 560–520 nm     | ~ 540–580 THz |
|     | Xanh lơ | ~ 520–490 nm     | ~ 580–610 THz |
|     | Lam     | ~ 490–450 nm     | ~ 610–670 THz |
|     | Tím     | ~ 450–400 nm     | ~ 670–750 THz |

| Màu          | {\displaystyle \lambda \,\!} (nm) | {\displaystyle \nu \,\!} (THz) | {\displaystyle \nu _{b}\,\!} (μm−1) | {\displaystyle E\,\!} (eV) | {\displaystyle E\,\!} (kJ mol−1) |
| ------------ | --------------------------------- | ------------------------------ | ----------------------------------- | -------------------------- | -------------------------------- |
| Hồng ngoại   | >1000                             | <300                           | <1.00                               | <1.24                      | <120                             |
| Đỏ           | 700                               | 428                            | 1.43                                | 1.77                       | 171                              |
| Cam          | 620                               | 484                            | 1.61                                | 2.00                       | 193                              |
| Vàng         | 580                               | 517                            | 1.72                                | 2.14                       | 206                              |
| Lục          | 530                               | 566                            | 1.89                                | 2.34                       | 226                              |
| Xanh lơ      | 500                               | 600                            |                                     |                            |                                  |
| Lam          | 470                               | 638                            | 2.13                                | 2.64                       | 254                              |
| Tím          | 420                               | 714                            | 2.38                                | 2.95                       | 285                              |
| Tử ngoại gần | 300                               | 1000                           | 3.33                                | 4.15                       | 400                              |
| Tử ngoại xa  | <200                              | >1500                          | >5.00                               | >6.20                      | >598                             |

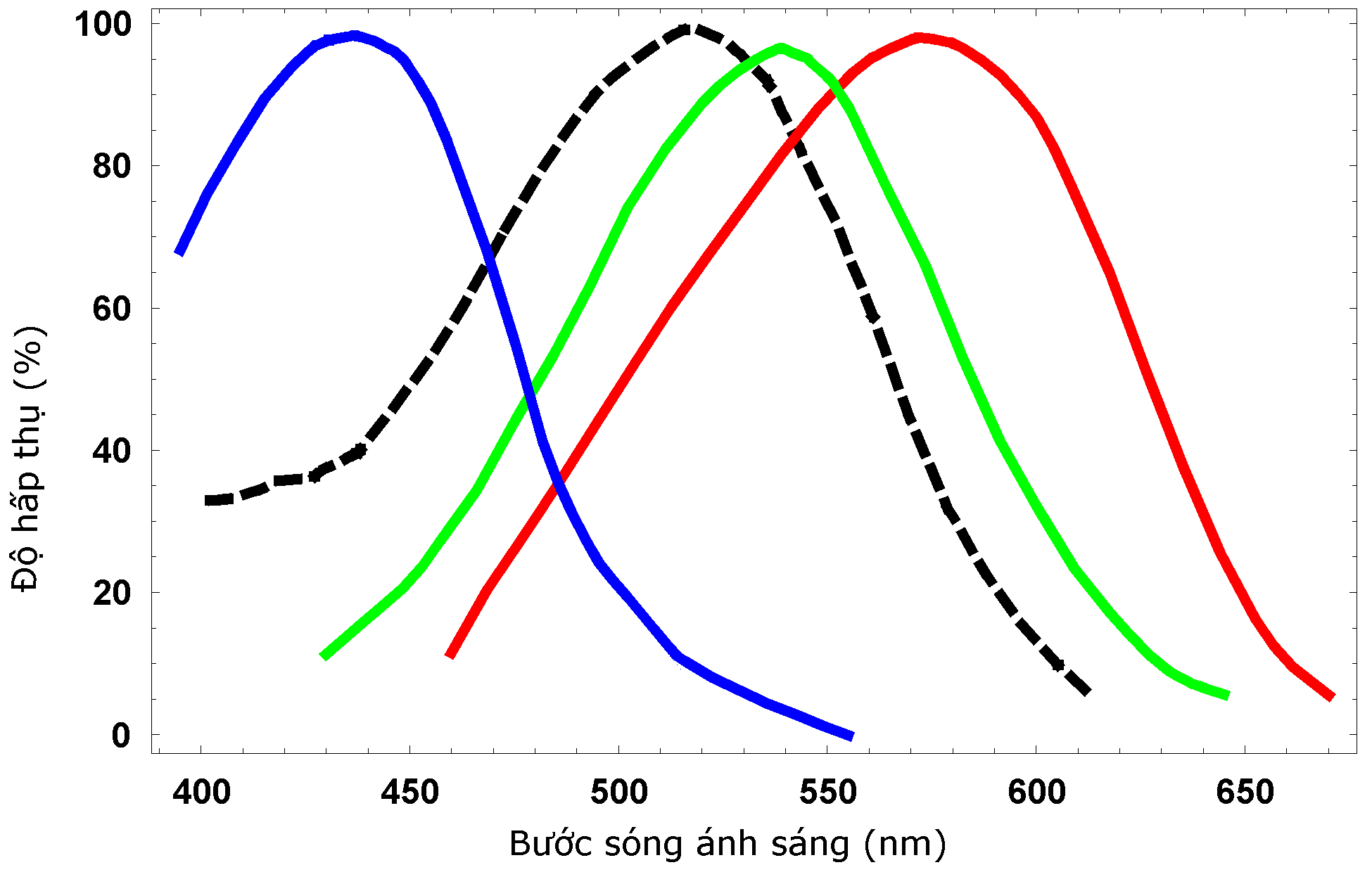
Độ hấp thụ ánh sáng theo bước sóng của ba tế bào thần kinh hình nón (các đường màu) và của tế bào cảm thụ ánh sáng yếu (đường gạch) ở mắt người

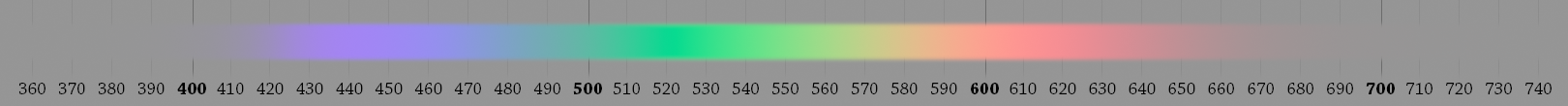
Quang phổ liên tục biểu diễn trong không gian màu sRGB.

Các dao động của điện trường trong ánh sáng tác động mạnh đến các tế bào cảm thụ ánh sáng trong mắt người. Có ba loại tế bào cảm thụ ánh sáng trong mắt người, cảm nhận 3 vùng quang phổ khác nhau (tức ba màu sắc khác nhau). Sự kết hợp cùng lúc 3 tín hiệu từ ba loại tế bào này tạo nên những cảm giác màu sắc phong phú. Để tạo ra hình ảnh màu trên màn hình, người ta cũng sử dụng ba loại đèn phát sáng ở 3 vùng quang phổ nhạy cảm của người (xem phối màu phát xạ).
Tế bào cảm giác màu đỏ và màu lục có phổ hấp thụ rất gần nhau, do vậy mắt người phân biệt được rất nhiều màu nằm giữa màu đỏ và lục (màu vàng, màu da cam, xanh nõn chuối,...). Tế bào cảm giác màu lục và màu lam có phổ hấp thụ nằm xa nhau, nên mắt người phân biệt về các màu xanh không tốt. Trong tiếng Việt, từ "xanh" đôi khi hơi mơ hồ - vừa mang nghĩa xanh lục vừa mang nghĩa xanh lam.

## Màu bổ túc
Những cặp màu bổ túc là những cặp màu có tính tương phản mạnh, mà khi kết hợp với nhau đúng tỷ lệ, sẽ tạo ra màu trắng (theo nguyên tắc phối màu cộng) hoặc đen (theo nguyên tắc phối màu trừ). Trong hệ phối màu trừ truyền thống, được các họa sĩ sử dụng lâu nay, những cặp màu bổ túc là:
- Đỏ >< Xanh lục
- Da cam >< Xanh lam
- Vàng >< Tím

Những màu này không thể gây cảm giác đồng thời đối với con người, chẳng hạn không thể có một màu gọi là "đỏ - lục" hoặc "vàng - tím". Điều này tương tự cảm giác về nhiệt độ, không có cảm giác nào được gọi là cảm giác "nóng - lạnh", mà là "nóng" hoặc "lạnh".
Trong hệ phối màu cộng thì những cặp màu bổ túc là:
- Vàng >< Xanh lam
- Cánh sen >< Xanh lục
- Xanh lơ >< Đỏ

## Y học của màu sắc
Y học hiện nay cho rằng sắc màu làm cho cuộc sống mỗi con người đẹp hơn. Mỗi màu khác nhau và có một ý nghĩa khác nhau. Đây là một thứ do chính thiên nhiên ban tặng.

## Cảm giác màu
Màu sắc có 2 cảm giác: màu nóng và màu lạnh.
Các màu có cảm giác nóng là các màu như: đỏ, vàng, cam, hồng...
Màu có cảm giác lạnh như: xanh da trời, xanh lá cây, tím nhạt...
Riêng màu trắng và đen hội họa không coi đấy là 2 màu.

## Tái tạo màu
Phương pháp tái tạo màu trên phim đen trắng được làm như sau:
1. Chụp tất cả các màu sắc trong dải phổ ánh sáng trắng với các nhiệt độ màu khác nhau mà mắt người có thể phân biệt bằng một camera với chế độ đen trắng.Và họ đã có được các giá trị độ tương phản của các màu đó dưới ánh sáng trắng với nhiều cường độ sáng khác nhau trong từng dải.
2. Tiếp theo họ lưu các giá trị và mối tương quan giữa chúng với các màu sắc tương ứng trong từng dải.
3. Tiếp theo họ so sánh một vật có độ tương phản "x" với độ tương phản "y" trong dải màu "A" được chụp với cường độ "b",và độ tương phản d trong dải màu "B" chụp với cường độ "m".Với giá trị x=y=d;"b" nhỏ hơn hoặc lớn hơn "m".Tuy nhiên,để biết màu thực của "x" là màu ánh xạ của "y" hay của "d",họ sẽ dùng phép thử,mỗi phép thử sẽ khiến màu sắc của cả bức tranh sai lệch hoặc hợp lý,ví dụ: bầu trời sẽ màu xanh thay vì màu đỏ,cây cỏ màu xanh lá thay vì màu hồng.Tuy vậy công nghệ này không thể tái tạo một bức ảnh ánh sáng đơn sắc mà không có bất kì các màu khác.